# La Chapelle-en-Serval
La Chapelle-en-Serval – miejscowość i gmina we Francji, w regionie Hauts-de-France, w departamencie Oise.
Według danych na rok 1990 gminę zamieszkiwało 2185 osób, a gęstość zaludnienia wynosiła 202 osoby/km² (wśród 2293 gmin Pikardii La Chapelle-en-Serval plasuje się na 122. miejscu pod względem liczby ludności, natomiast pod względem powierzchni na miejscu 396.).